# Bánsvárá
Bánsvárá (hindsky बांसवाड़ा) je město v Rádžasthánu, jednom ze svazových států Indie. K roku 2011 zde žilo přibližně sto tisíc obyvatel.
Bánsvárá leží u jižního okraje státu na řece Máhí. Od Ahmadábádu, hlavního města sousedního Gudžarátu a pátého nejlidnatějšího města celé Indie, je vzdáleno přibližně 200 kilometrů severovýchodně. Nejbližším větším městem je Udajpur.